# Конота колумбійська
Коно́та колумбійська (Psarocolius cassini) — вид горобцеподібних птахів родини трупіалових (Icteridae). Ендемік Колумбії. Вид названий на честь американського орнітолога Джона Кессіна.

## Опис
Довжина самців становить 46,5 см, довжина самиць 40 см. Забарвлення переважно чорне, спина, боки і крила яскраво-каштанові, кінчики першорядних махових пер чорні. Хвіст лимонно-жовтий, центральні стернові пера чорні. На щоках плями голої рожевої шкіри. Дзьоб довгий, конічної форми, чорний з оранжево-червоним кінчиком.

## Поширення і екологія
Колумбійські коноти мешкають на північному заході Колумбії, в департаменті Чоко, в передгір'ях гір Серранія-дель-Баудо і Серранія-лос-Сальтос та на навколишніх рівнинах. Вони живуть у вологих тропічних лісах та на узліссях, на висоті від 100 до 365 м над рівнем моря. Зустрічаються зграями до 12 птахів, іноді приєднуються до змішаних зграй птахів разом з товстодзьобими конотами. Живляться переважно плодами.

## Збереження
МСОП класифікує цей вид як вразливий. За оцінками дослідників, популяція колумбійських конот становить від 1000 до 2500 птахів. Їм загрожує знищення природного середовища.